# Westminster-Chronik
Die Westminster-Chronik (Chronicon Westmonasteriense, engl. Westminster Chronicle) ist eine in der Westminster Abbey entstandene, dem Monk of Westminster, dessen Identität ungeklärt ist,  zugeschriebene englische Chronik.
Sie ist ein wichtiges historisches Dokument vor allem für die Regierungszeit von König Richard II. von 1377 bis 1399. Sie umfasst die Jahre von 1381 bis 1394 und gilt als eine Fortsetzung des vom Benediktinermönch Ranulf Higden verfassten geschichtlichen Werks Polychronicon. Für die Schlacht bei Radcot Bridge scheint das Quellenmaterial für die Westminster-Chronik von Anhängern des Earl of Warwick zu stammen; so wird ihm die führende Rolle unter den Lords Appellant bei ihrer Niederlage gegen Robert de Vere zugeschrieben.
Der Text ist nur in einer einzigen Handschrift überliefert: MS 197A der Bibliothek des Corpus Christi College in Cambridge, eine Sammelhandschrift, die vor der Chronik Akten des Prozesses gegen Jeanne d’Arc enthält.

## Edition
- Leonard Charles Hector, Barbara Fitzgerald Harvey: The Westminster Chronicle 1381–1394, Oxford: Clarendon, 1982.